# Je vole (chanson)
Pour les articles homonymes, voir Je vole (homonymie).
Singles de Michel Sardou
En chantant
(1978) Déborah
(1979)
Pistes de Je vole
En chantant La Tête assez dure
Je vole est une chanson de Michel Sardou, sortie en 1978. 
Parue sur l'album du même nom dont elle est le deuxième single, les paroles sont co-écrites par Michel Sardou et Pierre Billon et la musique a été composée par Sardou lui-même.

## Paroles et composition
Elle évoque le suicide (et non la fugue) d'un adolescent comme l'évoque Michel Sardou dans son autobiographie : « C'est comme Je vole, ce n'est pas un enfant qui se tire c'est un enfant qui se tue ». Les couplets sont parlés tandis que le refrain est chanté.

## Liste de titres
| 1. | Je vole           | Michel Sardou, Pierre Billon  | Michel Sardou | 5:02 |
| 2. | 8 jours à El Paso | Michel Sardou, Pierre Delanoë | Pierre Billon | 3:07 |

## Classements et certifications
| Classement (1978)   | Meilleure place |
| ------------------- | --------------- |
| Europe (Europarade) | 23              |
| France (SNEPA)      | 3               |

| Classement (2012)                          | Meilleure place |
| ------------------------------------------ | --------------- |
| Belgique (Wallonie Back Catalogue Singles) | 32              |

| Classement (2014-15)                       | Meilleure place |
| ------------------------------------------ | --------------- |
| Belgique (Wallonie Back Catalogue Singles) | 20              |
| France (SNEP)                              | 108             |

| Classement (1978) | Position |
| ----------------- | -------- |
| France (SNEPA)    | 25       |

### Certifications
| Pays           | Certification | Date | Ventes  |
| -------------- | ------------- | ---- | ------- |
| France (SNEPA) | Or            | 1978 | 500 000 |

## Version de Louane Emera
Pistes de La Famille Bélier : Bande originale du film
La Maladie d'amour
(2) Une pépite dans le gosier
(4)
La chanson est reprise par Louane Emera pour le film français La Famille Bélier. Elle figure sur la bande originale du film, sortie le 8 décembre 2014 et sur le premier album de la chanteuse Chambre 12.

### Contexte et paroles
La chanson de Michel Sardou Je vole, sortie en 1978, est reprise dans le film La Famille Bélier, sur une idée de la coscénariste Victoria Bedos qui indique : « Les chansons de Sardou sont merveilleuses. Quand j’ai soumis l’idée à la prod, on m’a d’abord ri au nez, avant d'accepter. La chanson Je vole m’a toujours touchée, et représente bien l'émancipation. »
Les paroles et la mélodie de cette version ont légèrement été modifiées, le sens général et la phraséologie sont cependant conservés. Seul le refrain est conservé mot pour mot. Une autre différence est que l'ensemble de la chanson est chantée par Louane, alors que dans l'original, Michel Sardou parle lors des couplets et ne chante que le refrain. Pour finir, dans le film, lors de l'audition en présence de ses parents qui sont sourds, tout en chantant pour les membres du jury, elle s'adresse à ses parents en langue des signes. 
Plusieurs autres chansons de Sardou sont également utilisées dans la bande originale du film.

### Classements et certifications
| Classement (2014-15)                    | Meilleure place |
| --------------------------------------- | --------------- |
| Belgique (Wallonie Ultratop 50 Singles) | 15              |
| France (SNEP)                           | 2               |
| France (Billboard Digital Songs)        | 2               |
| Suisse (Schweizer Hitparade)            | 73              |
| Suisse (Charts Romandie)                | 13              |

| Classement (2015)            | Position |
| ---------------------------- | -------- |
| Belgique (Wallonie Ultratop) | 21       |
| France (SNEP)                | 28       |

#### Certifications
| Région                                                           | Certification | Ventes/Streams |
| ---------------------------------------------------------------- | ------------- | -------------- |
| France (SNEP)                                                    | Or            | 75 000*        |
| *Ventes selon la certification xNon précisé par la certification |               |                |

## Autres reprises et adaptations
En 1979, Michel Sardou reprend Je vole sur des paroles en anglais, dont le titre s'intitule Last Flight. Elle sort en 45 tours avec It's Not Too Late to Start Again paraissant en face B, qui est une adaptation en anglais de Les Vieux Mariés. La même année, le chanteur sud-africain Howard Carpendale reprend la chanson dans une version en allemand sous le titre Ich geh'.